# Бешорнерия
Бешорнерия (лат. Beschorneria) — род растений семейства Агавовые, произрастают в Мексике.
Род назван в честь немецкого врача и ботаника-любителя Фридриха Вильгельма Христиана Бешорнера (нем. Friedrich Wilhelm Christian Beschorner, 1806—1873).

## Внешний вид
Суккулентные многолетники, формирующие побеги и розетки.

## Виды
По информации базы данных The Plant List, род включает 8 видов:
- Beschorneria albiflora Matuda — Бешорнерия белоцветковая
- Beschorneria calcicola A.García-Mendoza
- Beschorneria dubia Carrière
- Beschorneria rigida Rose
- Beschorneria septentrionalis A.García Mendoza
- Beschorneria tubiflora Kunth
- Beschorneria wrightii Hook.f
- Beschorneria yuccoides K.Koch — Бешорнерия юкковидная